# 遂平公主
遂平公主（すいへいこうしゅ、万暦39年（1611年） - 崇禎6年1月1日（1633年2月8日））は、明の泰昌帝の七女。姓諱は朱 徽婧（しゅ きせい）。母は傅懿妃。

## 生涯
万暦39年（1611年）に、皇太子朱常洛（のちの泰昌帝）と選侍（皇子の側室）傅氏の娘として生まれた。万暦48年または泰昌元年（1620年）、泰昌帝は即位の翌月に崩じ、子供たちを王や公主に封じることもできなかった。異母兄の天啓帝が代わって即位すると、徽婧は母や姉の朱徽妍と共に別宮へ追放されたが、後に呼び戻され、また遂平長公主に封じられた。天啓7年（1627年）、斉賛元に降嫁した。
崇禎6年（1633年）正月1日、薨去した。普安山に葬られた。崇禎17年（1644年）3月、北京が李自成軍によって陥落すると、寡夫の斉賛元は南京に避難した。清軍が南京に侵入すると、斉賛元は降臣として清朝に仕えた。

## 子女
- 4人の女子